# Sekse
Sekse, geslacht of kunne is het onderscheid bij organismen gebaseerd op het verschil in type geslachtscellen dat ze produceren: mannetjes produceren kleine, mobiele gameten (zaadcellen, stuifmeel), vrouwtjes produceren grote, niet-mobiele gameten (eicellen). Bij de geslachtelijke voortplanting, of seksuele reproductie, smelten deze twee typen geslachtscellen samen tot een zygote, die zich ontwikkelt tot een nakomeling met eigenschappen van beide ouders.
Bij de meeste meercellige en sommige eencellige organismen zijn er twee seksen: vrouwelijk en mannelijk. De vrouwelijke sekse is gedefinieerd als de sekse met de grootste geslachtscellen. Schimmels en sommige andere organismen bestaan in meer dan twee seksen, maar zij planten zich nog steeds in paren voort in elke combinatie van twee seksen. Sommige andere soorten als grondaaltjes of wormpjes kunnen zich zowel geslachtelijk als ongeslachtelijk voortplanten. Sommige soorten zijn hermafrodiet, dat wil zeggen dat ze beide seksen tegelijk hebben.
Er zijn verschillende geslachtsbepalingssystemen, waaronder XY-geslachtsbepaling (XX vrouwelijk, XY mannelijk) zoals bij de meeste zoogdieren, ZW-geslachtsbepaling (ZW vrouwelijk, ZZ mannelijk) zoals bij vogels, X0-geslachtsbepaling (XX vrouwelijk, één X, aangeduid X0 of XO, mannelijk) zoals bij veel insecten en spinachtigen en omgevingsafhankelijke geslachtsbepaling waaronder temperatuurafhankelijke geslachtsbepaling zoals bij veel reptielen en beenvissen en op basis van fotoperiodiciteit zoals bij enkele kreeftachtigen.
Diersoorten als sommige hagedissen en wandelende takken planten zich uitsluitend ongeslachtelijk voort en vele eencelligen planten zich geslachtelijk voort door celdeling; en er zijn soorten die zowel geslachtelijke als ongeslachtelijke voortplanting kennen zoals bladluizen.

## Geslachtsbepaling
Bij gewervelde dieren is de ontwikkeling van het geslacht een complex proces van chromosomen, genen en geslachtshormonen. Een individu dat een X-chromosoom heeft van de moeder en een Y-chromosoom van de vader zal in de regel een mannelijke geslachtsontwikkeling volgen, een individu dat een X-chromosoom heeft van de moeder en een X-chromosoom van de vader volgt een vrouwelijke geslachtsontwikkeling.
Het X- en Y-chromosoom zijn de geslachtschromosomen (heterosomen). Bij genetische afwijkingen kunnen echter ook afwijkingen in de geslachtsontwikkeling optreden. Een belangrijke component van de secundaire geslachtsontwikkeling is het antimüllerseganghormoon (AMH), dat zorgt voor een afbraak van de in eerste instantie aangelegde gang van Müller, de afvoergang van de vrouwelijke geslachtsproducten.
Deze eerste vorming van geslachtshormonen is een geval van positieve terugkoppeling. Door de vorming van hetzij mannelijke, hetzij vrouwelijke geslachtshormonen wordt de vorming van die hormonen bevorderd. Een klein verschil in een gevoelige fase (door activiteit van het Y-chromosoom bijvoorbeeld) wordt dus uitvergroot. Bij reptielen als krokodillen kan dit zelfs een temperatuurverschil zijn.
Bij vissen is het vrij gemakkelijk om de geslachtsontwikkeling om te draaien door ze in de gevoelige periode te behandelen met mannelijke of vrouwelijke hormonen. Zo is het mogelijk genetisch vrouwelijke ouderdieren (XX) te maken die volledig als man kunnen functioneren. De nakomelingen zijn dan alle vrouwtjes (XX). Bij sommige vissen blijft de gonade plastisch en kan een individu op latere leeftijd een ander geslacht aannemen en zelfs snelle geslachtswisselingen zijn mogelijk.

### Vogels
Vogels vormen een uitzondering op dit systeem, omdat er geen sprake is van een indifferente gonade en een gevoelige periode. De cellen van een vogel zijn ofwel mannelijk (XX-genoom), ofwel vrouwelijk (XY) en het is in zeldzame gevallen mogelijk dat in één dier beide celtypen voorkomen, wat resulteert in een exemplaar dat half man, half vrouw is. De geslachtshormonen spelen nog wel een rol bij de ontwikkeling van de eicellen dan wel zaadcellen, maar het uiterlijk van dieren met beide celtypen is half mannelijk, half vrouwelijk.

## De mens

### Vaststellen van het geslacht
Om het geslacht vast te stellen wordt onder meer gekeken naar:
- De primaire geslachtskenmerken: de uitwendige en inwendige geslachtsorganen
- De secundaire geslachtskenmerken die vanaf de puberteit ontstaan door de aanwezigheid van geslachtshormonen: kenmerken zoals haargroei, borsten, gestalte, enzovoort
- De XY-geslachtsbepaling waarbij het geslacht wordt bepaald door het vaststellen van de aanwezigheid van de geslachtschromosomen, X en Y.

### Afwijkingen in geslachtschromosomen
Normaal gesproken bevatten cellen twee X-chromosomen bij vrouwen of een X en een Y-chromosoom bij mannen. Hierin kunnen afwijkingen bestaan. Soms is er bij vrouwen slechts één X-chromosoom aanwezig of is er juist één chromosoom extra: X of XXX. Soms is er bij mannen naast een Y-chromosoom meer dan één X-chromosoom aanwezig of is er een extra Y-chromosoom: XXY of XYY. Er zijn individuen met XY die de gevoeligheid voor testosteron missen en uiterlijk op vrouwen lijken (androgeenongevoeligheidssyndroom).

### Maatschappelijke aspecten
Bij mensen heeft het begrip geslacht naast biologische (seksuele en lichamelijke) ook psychische, sociale en juridische aspecten. Er bestaan verschillende begrippen, zoals gender (psycho-sociaal geslacht), om deze aspecten van elkaar te onderscheiden.

#### Psychologische aspecten
Het geslacht (gender) is voor veel mensen een psychologisch gegeven: het gevoel mannelijk, vrouwelijk, een mengeling of geen van beide te zijn. Bij sommige mensen komt dit gevoel (hun gender-identiteit of -identificatie) niet overeen met hun biologische geslacht. Zij noemen zich soms transgender, transseksueel of androgyn. In medische termen wordt de afwijking tussen genderidentiteit en biologisch geslacht aangeduid als genderdysforie.

#### Sociale aspecten
Geslacht is ook een sociaal en cultureel fenomeen. Culturen en samenlevingen hebben vrijwel altijd specifieke normen voor en verwachtingen van de eigenschappen en gedragingen waaraan de geslachten zouden (moeten) beantwoorden. Deze sociale geslachtsnormen kunnen sterk variëren per cultuur. Daarom maken sommige sociologen onderscheid tussen sekse (biologisch) en gender (psychologisch, sociaal, cultureel). Binnen het begrip gender kan dan nog onderscheid worden gemaakt tussen de reeds genoemde gender-identiteit en de gender-rol (de wijze waarop iemand zich tegenover anderen presenteert). Vanaf de jaren 1970 werd het onderscheid tussen sekse en gender door feministen sterk benadrukt. Sommige queer-theorieën zijn inmiddels tegen dit onderscheid. Zij pleiten voor het algemeen gebruik van gender en de afschaffing van sekse, omdat het biologische geslacht volgens hen een culturele interpretatie zou zijn.

#### Taalkundige aspecten
In veel talen zijn er taalverschillen naar sekse.
In het Nederlands verschilt het persoonlijk voornaamwoord derde persoon enkelvoud: hij/hem tegenover zij/haar, en het bezittelijk voornaamwoord derde persoon enkelvoud: zijn tegenover haar. Er zijn ook genderneutrale voornaamwoorden, maar die zijn in het Nederlands niet algemeen.
In sommige andere talen heeft het geslacht ook gevolgen voor bijvoorbeeld de uitgangen van bijvoeglijk naamwoorden. Overigens komt het grammaticaal geslacht van een woord niet altijd overeen met de sekse van de persoon op wie het woord slaat.
Om te streven naar sekseneutraal taalgebruik wordt soms "hij of zij" of "hij/zij" enz. geschreven als de sekse er niet toe doet of als het om een onbekende persoon gaat. Omdat dit wat omslachtig is, wordt soms alleen de mannelijke vorm gebruikt, met eventueel de opmerking dat ook vrouwen bedoeld worden; dit wordt vaak in wetten en reglementen gedaan en in het voorwoord van sommige informatieve boeken. In de Aanwijzingen voor de regelgeving uit 1992 is echter bepaald dat, indien mogelijk, persoonsaanduidingen worden gebruikt die zowel mannen als vrouwen omvatten, dus niet meer "hij die" maar "degene die". De oude formuleringen worden evenwel niet speciaal gewijzigd, waardoor in een wet soms zowel oude bepalingen met "hij die" voorkomen als nieuwe met "degene die".
Ook kunnen al of niet aparte woorden worden gebruikt voor dezelfde functie, bijvoorbeeld conducteur en conductrice. Het woord broer wordt echter alleen voor een man gebruikt. Bij gebrek aan een algemene term voor broer en zus(ter) worden daarom zelfs in wetten broer en zus(ter) apart genoemd.
Anderzijds, in een context waarin er sprake is van één man en één vrouw worden "hij" of "zij" enz. soms gebruikt zonder nader te zeggen wie wordt bedoeld, omdat dat al uit dat woord blijkt.

#### Segregatie
Soms is er segregatie naar sekse. De activiteiten of voorzieningen zijn dan voor beide seksen, maar wel gescheiden, bijvoorbeeld bij (semi-)openbare toiletten, douches en kleedruimten. Ook was of is er in veel landen gescheiden onderwijs (aparte meisjes- en jongensscholen).

#### Uitsluiting van of onderscheid in voorschriften naar sekse

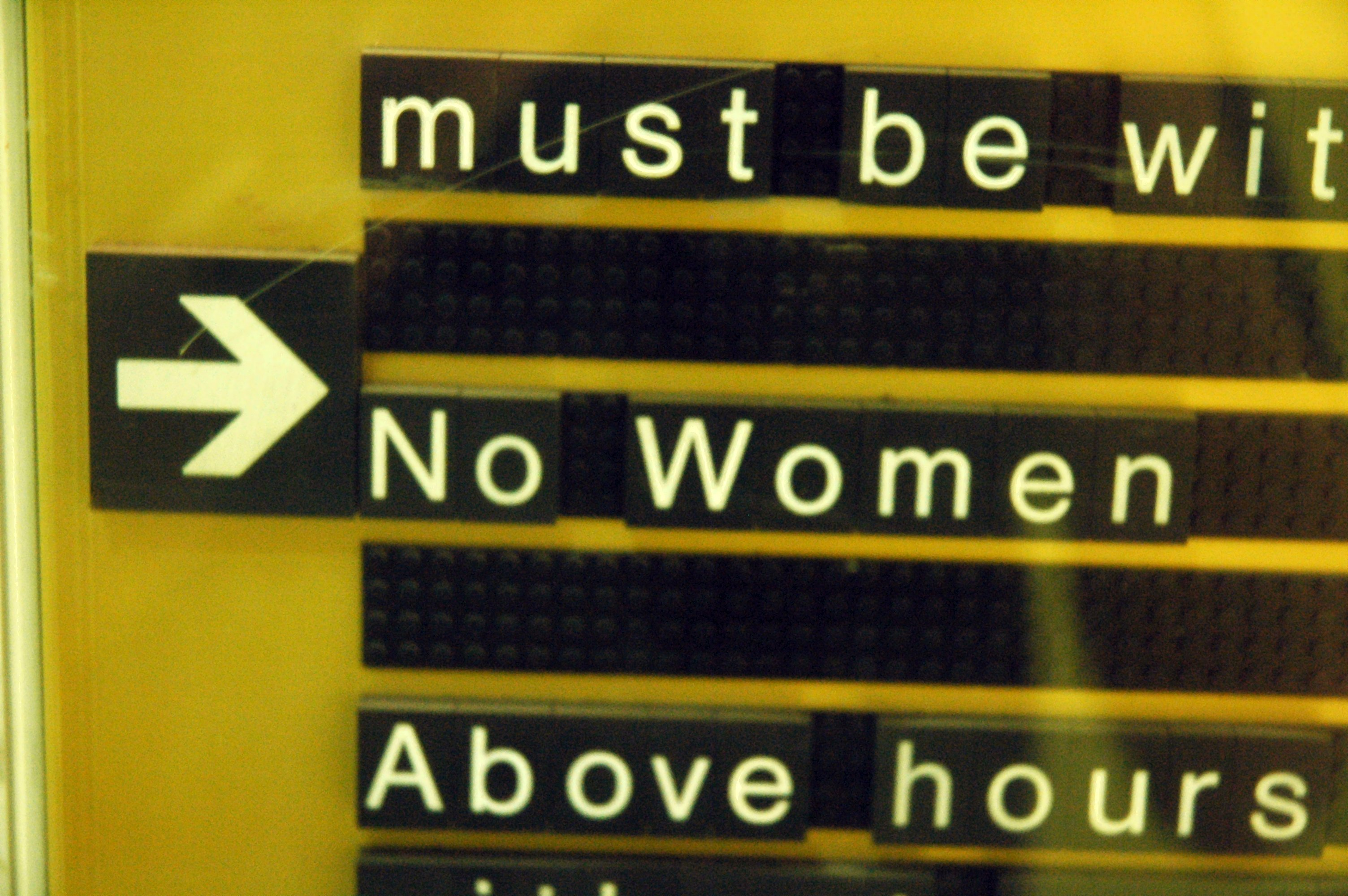
Discriminatie op basis van geslacht in Saoedi Arabië

Het komt voor dat bepaalde activiteiten of voorzieningen voorbehouden zijn aan één sekse, bijvoorbeeld:
- Het vervullen van een bestuursfunctie of de functie van volksvertegenwoordiger. In bijvoorbeeld de Staatkundig Gereformeerde Partij in Nederland gaat de voorkeur uit naar mannen.
- Het vervullen van het priesterschap in de Rooms-Katholieke Kerk (alleen mannen).
- In sommige landen zijn er metrorijtuigen alleen voor vrouwen.
- In Saoedi-Arabië is in 2017 bekendgemaakt dat vrouwen vanaf juni 2018 voor het eerst een autorijbewijs mogen halen. Zonder rijbewijs mogen automobilisten niet deelnemen aan het verkeer.[8]
- In sommige regio's is onderwijs uitsluitend weggelegd voor jongens.
- In veel landen geldt of gold een militaire dienstplicht alleen voor mannen.

Verder zijn er bijvoorbeeld verschillen in kledingvoorschriften (juridisch of alleen sociaal), bijvoorbeeld topless zijn (vaak alleen toegestaan voor mannen), het dragen van een rok of jurk (soms alleen toegestaan voor vrouwen); ook is in formele situaties bij vrouwen veel kleuriger kleding toegestaan (zoals direct opvalt op bijvoorbeeld een groepsfoto van een ministersploeg).

## Geslachtskeuze
Bij in-vitrofertilisatie (IVF) is het technisch mogelijk toekomstige ouders het geslacht van hun kind te laten kiezen (geslachtskeuze, geslachtsselectie). Hiertoe worden meerdere embryo's gevormd, en een embryo van het gewenste geslacht in de baarmoeder geïmplanteerd. Het verschilt per land of dit is toegestaan.